# Прогресс М-28М
Прогресс М-28М — транспортный грузовой космический корабль (ТГК) серии «Прогресс», стартовавший к Международной космической станции 3 июля 2015 года. 60-й российский корабль снабжения МКС.

## Хроника полёта
После неудачного запуска предыдущей миссии снабжения «Прогресс М-27М» было решено изменить график последующих стартов грузовиков «Прогресс». Согласно этому решению запуск «Прогресс М-28М» был смещён с 6 августа на 3 июля. От успеха данного запуска зависела судьба пилотируемой миссии «Союз ТМА-17М», перенесенной с 26 мая на конец июля 2015 года.
В целях тестирования систем ТГК специалисты Роскосмоса решили использовать двухсуточную схему полета к МКС вместо применявшейся ранее короткой шестичасовой, а также заменить ракету «Союз-2.1а» на «Союз-У».
3 июля 2015 года в 04:55 UTC ракета-носитель «Союз-У» с космическим кораблем «Прогресс М-28М» успешно стартовала с космодрома «Байконур». Корабль в автоматическом режиме успешно пристыковался к модулю «Пирс» 5 июля в 07:11 UTC. Корабль доставил на МКС 2381 кг различных грузов.
31 августа с помощью двигателей «Прогресса» была поднята орбита МКС для приёма предстоявшей пилотируемой миссии «Союз ТМА-18М». В результате выполнения манёвра высота орбиты станции увеличилась на 1 км и составила 401,2 км.
19 декабря 2015 года в 10:35 МСК «Прогресс М-28М» отстыковался от МКС и спустя три часа был сведён с орбиты. В 14:28 МСК останки корабля упали в несудоходной части Тихого океана.